# Pleasant View (Pensilvania)
Pleasant View es un lugar designado por el censo ubicado en el condado de Armstrong en el estado estadounidense de Pensilvania. En el Censo de 2010 tenía una población de 780 habitantes y una densidad poblacional de 291,54 personas por km².

## Geografía
Pleasant View se encuentra ubicado en las coordenadas 40°36′52″N 79°34′11″O / 40.61444, -79.56972. Según la Oficina del Censo de los Estados Unidos, Pleasant View tiene una superficie total de 2.68 km², de la cual 2.53 km² corresponden a tierra firme y (5.32%) 0.14 km² es agua.

## Demografía
Según el censo de 2010, había 780 personas residiendo en Pleasant View. La densidad de población era de 291,54 hab./km². De los 780 habitantes, Pleasant View estaba compuesto por el 98.59% blancos, el 0.51% eran afroamericanos, el 0% eran amerindios, el 0.26% eran asiáticos, el 0% eran isleños del Pacífico, el 0% eran de otras razas y el 0.64% pertenecían a dos o más razas. Del total de la población el 0.26% eran hispanos o latinos de cualquier raza.